# Deutsche Bahn
Deutsche Bahn AG (Deutsche Bahn Holding; abreviada DB) es la principal empresa ferroviaria de Alemania, una sociedad anónima privada (en alemán, Aktiengesellschaft o AG) con la República Federal de Alemania como accionista mayoritario. Sus oficinas centrales se encuentran en Berlín.
La Deutsche Bahn es heredera de las extintas compañías ferroviarias que existieron hasta la reunificación alemana: la Deutsche Bundesbahn (DB) de Alemania Occidental, la Deutsche Reichsbahn (DR) de Alemania Oriental y la VdeR en Berlín Oeste.
Con una gran deuda, sus frecuentes disfunciones (infraestructuras obsoletas, problemas de puntualidad y averías, lentitud de algunas líneas, vagones sobrecargados, comunicación deficiente) han sido objeto de intensos debates en la opinión pública alemana y europea durante varios años.

## Historia
La Deutsche Bahn AG (Ferrocarril Alemán S.A.) fue fundada el 1 de enero de 1994 como una sociedad anónima cuyas acciones estaban en manos del Estado alemán. Para 2007, todos sus activos eran aún propiedad de la República Federal de Alemania; sin embargo, ya existen planes de privatización. Los asuntos administrativos heredados de las antiguas compañías (como la situación de los empleados civiles que trabajaron para una de ellas) están a cargo del Bundeseisenbahnvermögen. El grupo es la mayor compañía de trenes de Alemania y es una de las corporaciones de transporte más grandes del mundo, llevando alrededor de dos mil millones de pasajeros al año.
Está a cargo principalmente de IRE (interregional express), IC (intercity), EC (euroexpress) e ICE (intercity express), entre otros. En 2005, el entonces ministro federal de Finanzas, Peer Steinbrück, anunció el proyecto de privatizar la Deutsche Bahn, aunque finalmente no se llevó a cabo.
La compañía tomó la abreviatura y el logo DB de la anterior Deutsche Bundesbahn (Ferrocarril Federal Alemán) en la Alemania Occidental, aunque el logo ha sido modernizado (llamado a veces "Dürrkeks" por Heinz Dürr, el primer presidente de la DB, en un juego de palabras con "biscuí magro").
Al principio, la DB tenía su sede en Fráncfort del Meno, pero en 1996 se trasladó a la Plaza de Potsdam del centro de Berlín, en un edificio de oficinas de 26 pisos llamado BahnTower, donde actualmente se encuentra. Este edificio está ubicado en el extremo oriental del Sony Center de Berlín, construido por Helmut Jahn. Sin embargo, dado que el alquiler del edificio vencía el año 2010, la DB había anunciado la reubicación de sus oficinas principales en la Estación Central de Berlín. Se pensó en un traslado de estas oficinas a Hamburgo en 2005, pero presiones políticas obligaron a abandonar esta idea.

## Organización

### Subdivisiones corporativas
El grupo DB está dividido en tres grupos operativos principales que consisten de cierto número de subsidiarias. Todas estas subsidiarias son empresas independientes por derecho propio, a pesar de que el 100% de sus accionariados pertenecen a la DB.
- Movilidad: Transporte de pasajeros (como DB Regio, DB Fernverkehr (antes DB Reise&Touristik), DB AutoZug, DB Stadtverkehr, DB Vertrieb (antes Service Center Vertrieb), DB Dialog, entre otras),
- Redes: Infraestructura y servicios de comunicaciones (DB Netz, DB Services, DB Fahrzeuginstandhaltung, DB Telematik, DB Systems, DB Energie, DB Fuhrpark, DB Sicherheit, DB Kommunikationstechnik, DB ProjektBau, DB Station&Service, entre otras), y
- Logística: Transporte de mercancías y logística (Stinnes AG, con sus subsidiarias Schenker AG, BAX Global y Railion, antes DB Cargo y en septiembre de 2007 se adquirió el grupo Spaintir, ampliando así la red de transporte nacional en España. En 2023 comenzó a operar DBCC Transport un consorcio de transporte ferroviario en Uruguay.

### Miembros del Directorio
- Heinz Dürr, desde 1994 hasta 1997, que llegó a ser posteriormente director de la junta supervisora,
- Johannes Ludewig, desde el 9 de julio de 1997 hasta el 30 de septiembre de 1999,
- Hartmut Mehdorn, desde 16 de diciembre de 1999 hasta el 30 de abril de 2009,
- Rüdiger Grube, desde el 1 de mayo de 2009 hasta enero de 2017.[8]
- Gerd Becht, protección de datos y servicio jurídico, entre 2009 y 2017.[9]
- Diethelm Sack, responsable de finanzas y control, desde 1991 hasta 2010.[10]
- Stefan Garber, infraestructura, estaciones, energía y proyectos, 2005-2010.[11]
- Werner Müller, director de la junta supervisora, entre 2005 y 2010.[12]